# Армстронг, Томас (художник)
Томас Армстронг, (англ. Thomas Armstrong, * 19 октября 1832 г. Манчестер; † 24 апреля 1911 г. Эбботс-Лэнгли, Херфордшир) —  английский художник, в 1881-1898 годы директор музея Виктории и Альберта. Кавалер ордена Бани. Прерафаэлит. 

## Жизнь и творчество
Родился в богатой семье коммерсанта Томаса Армстронга и его супруги, Сары, урожд. Эванс, был старшим из их сыновей. Получил образование в частной школе в Честере. Живопись изучал в манчестерской Академии искусств под руководством художника-портретиста Роберта Крозье (1815–(1891). После окончательного решения посвятить себя художественному творчеству и разрыва с родителями Томас уезжает в 1853 году в Париж. Здесь он днём работает в мастерской художника Ари Шеффера, а вечером посещает занятия в Академи-Суисс. Летом он продолжает обучение у Жана-Франсуа Милле, Карла Бодмера и Шарля-Эмиля Жака в колонии художников в Барбизоне. Также в Париже Армстронг знакомится с «трио» живописцев — Джорджем Дюморье, Эдвардом Пойнтером и Джеймсом Макнейлом Уистлером, описанным позднее в романе Дюморье «Трильби». В 1855-1856 годы Томас несколько месяцев проводит в Академии художеств в Антверпене у преподавателя Теодора ван Лериуса (1819-1880), после чего возвращается в Париж. В 1858-1859 годы сопровождает своего дядю, священника Уильяма Эванса, в его поездке в Алжир. В 1859-1860 годы проводит в Дюссельдорфе, при известной тогда в Европе Дюссельдорфской школе живописи. В Дюссельдорфе Армстронга находит и посещает Дюморье, приехавший также сюда — на лечение в связи с болезнью глаза. 
В начале 1860-х годов Т.Армстронг возвращается в Англию. Первоначально он работает как художник-дизайнер и декоратор в оформлении жилых домов вместе со своим другом, Рэндольфом Калдекоттом. В 1863 переезжает в Лондон и в 1865-1877 годы постоянно выставляет свои полотна в Королевской академии художеств, и до 1881 года — в лондонской галерее Гросвенор. В 1872 году художник едет на французскую Ривьеру. 
Среди близких друзей Томаса Армстронга в Лондоне следует назвать Джорджа Дюморье, художников Томаса Р.Ламонта (1826-1898), Джорджа Говарда, 9-го графа Карлайля и Эдварда Пойнтера. Именно вслед за Э.Пойнтером занимает Армстронг в 1881 году место директора лондонского музея Виктории и Альберта. При музее была открыта художественная школа, в работе которой Т.Армстронг принимал деятельное участие — как в преподавании, так и в наборе учительских кадров. В апреле 1881 года он женится на дочери полковника, Мэри Элис Брайн. В 1883 году у этой пары рождается сын, рано умерший. После того, как в 1898 году Армстронг уходит с поста директора музея, он вновь посвящает своё время живописи, предпочитая в своих произведениях жанровую и историческую тематику, а также пейзажи. 

## Дополнения
- Thomas Armstrong, информация на портале rkd.nl (Rijksbureau voor Kunsthistorische Documentatie)
- Thomas Armstrong, биография на портале avictorian.com
- Thomas Armstrong, художественные работы на artuk.org